# Муджаддід
Муджаддід (араб. مجدد — реформатор, обновитель) — обновитель віри. Згідно хадису пророка Мухаммада ﷺ кожні сто років серед мусульман будуть з'являтися люди, які будуть оновлювати іслам. До муджаддідів були зараховані: Умар ібн Абдул-Азіз, аш-Шафії, аль-Ашарі, аль-Газалі, Фахруддін ар-Разі, Ібн Дакік аль-Ід, ас-Суюті та інші.
В одному хадисі від пророка Мухаммада йдеться: Наприкінці кожного століття Аллах пошле для цієї умми людину, яка відновить віру.
У деяких хадисах йдеться про те, що муджаддіди повинні бути з родини пророка, а в інших хадисах говориться, що муджаддідів буде багато.
Ісламське богослов'я під оновленням (реформатством) розуміє ісламську проповідь часів пророка Мухаммеда без нововведень, заснований виключно на Корані і Сунні. Згідно ісламської догматики після смерті пророків, всі релігії протягом часу приходили в занепад і потребували оновлення. Після смерті останнього пророка серед мусульман з'являлися люди, які поверталися до витоків і боролися з нововведеннями. Цих людей називали муджаддідами.
На відміну від пророків, які отримували безпосереднє одкровення від Аллаха, муджаддіди діють в межах існуючої релігії, відроджуючи традиції пророків.
Муджаддід може впродовж всього свого життя не знати про свою місію. Оцінку діяльності муджаддіда дають вже наступні покоління.